# Anticostiön

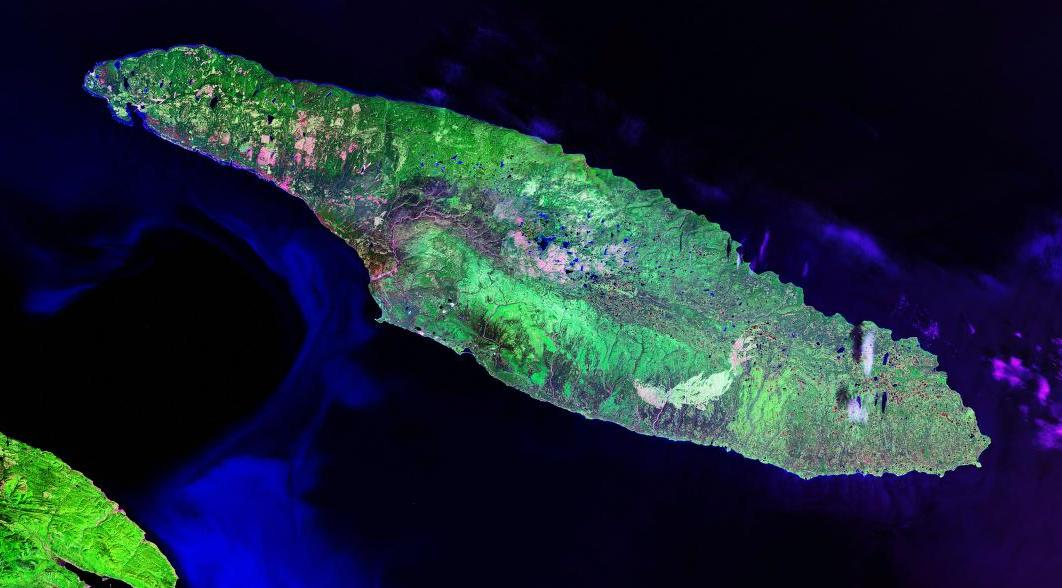
Satellitbild over Anticostiön.

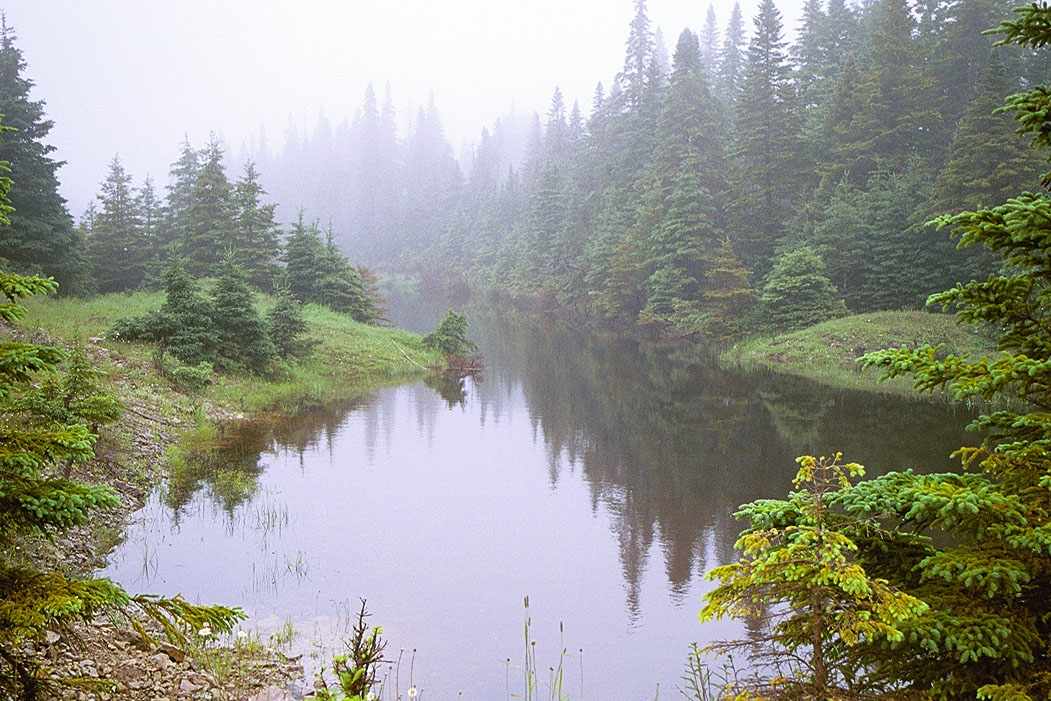
Tajgaskog på Anticostiön.

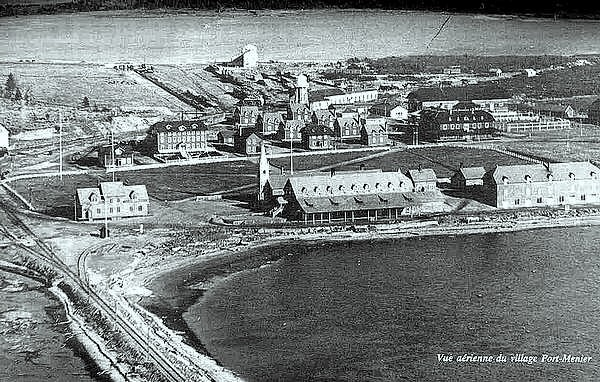
Port-Menier 1922.

Anticostiön (franska: Île d'Anticosti, engelska: Anticosti Island)) är en ö, som tillhör provinsen Québec i Kanada. På grund av många skeppsbrott kallas den för "Cemetary of the Gulf" (ungefär: "Saint Lawrencevikens kyrkogård"). Ön har en yta på 7 941 km²
Ön är glest befolkad, och hade 281 invånare 2006, av vilka de flesta bor i byn Port-Menier på västkusten, där fyrvaktaren bor. Hela ön omfattas av L'Île-d'Anticosti kommun.

### Fotnoter
1. ↑  Parc national d’Anticosti - Park Journal 2008-2009 Edition, Parcs Québec
2. ↑  ”Table 15.2 Selected major sea islands, by region”. Statistics Canada. https://www150.statcan.gc.ca/n1/pub/11-402-x/2012000/chap/geo/tbl/tbl02-eng.htm?wbdisable=true. Läst 15 december 2020.